# Scaletta Zanclea
Scaletta Zanclea – miejscowość i gmina we Włoszech, w regionie Sycylia, w prowincji Mesyna.
Według danych na rok 2004 gminę zamieszkiwało 2578 osób, 515,6 os./km².